# Ałła Jepifanowa
Ałła Nikołajewna Jepifanowa (ros. Алла Николаевна Епифанова, ur. 2 grudnia 1976 w Togliatti) – rosyjska kolarka górska i szosowa, wicemistrzyni Europy w kolarstwie górskim.

## Kariera
Pierwszy sukces w karierze Ałła Jepifanowa osiągnęła w 1994 roku, kiedy podczas szosowych mistrzostw świata juniorów w Quito zdobyła srebrny medal w wyścigu ze startu wspólnego. W wyścigu tym lepsza okazała się jedynie Litwinka Diana Žiliūtė. Na rozgrywanych dwa lata później igrzyskach olimpijskich w Atlancie zajęła czternaste miejsce w cross-country. Na mistrzostwach Europy MTB w Silkeborgu zdobyła srebrny medal w maratonie, przegrywając tylko z Chantal Daucourt ze Szwajcarii, a bezpośrednio wyprzedziła Włoszkę Annabellę Stropparo. W 2000 roku wystąpiła na igrzyskach w Sydney, gdzie w wyścigu cross-country była czwarta, przegrywając walkę o podium z Hiszpanką Margaritą Fullaną o blisko 50 sekund. Najlepszym wynikiem Rosjanki na mistrzostwach świata MTB było dziesiąte miejsce wywalczone podczas MS w Kaprun w 2002 roku. W Pucharze Świata w kolarstwie górskim najlepiej wypadła w sezonie 2000, który ukończyła na ósmej pozycji. Tylko raz stała na podium zawodów pucharowych - 9 lipca 2000 roku w Canmore była trzecia.